# Championnat de Belgique masculin de handball de deuxième division 2015-2016
Navigation
Division 2 2014-2015 Division 2 2016-2017
La saison 2015-2016 du Championnat de Belgique masculin de handball de deuxième division est la 53e saison de la deuxième plus haute division masculine de handball en Belgique. Comme la saison précédente, la saison débute avec une première phase du championnat, la phase classique, puis avec les barrages en Division 1 pour les deux premiers et des Play-downs pour les six autres.
Cette saison a été remportée par le VOO RHC Grâce-Hollogne/Ans qui se qualifie pour les barrages de Division 1 avec son dauphin du HC Visé BM II, tous deux, réussissent à se qualifier pour la Division 1. Ils remplaceront la saison prochaine, le KV Sasja HC Hoboken II et l'Union beynoise. 
Dans le bas du classement, le HKW Waasmunster et l'Elita Lebbeke sont relégués, ils seront remplacés par la Jeunesse Jemeppe et l'Apolloon Kortrijk. 

## Participants
| Club                       | Matricule | Classement 2014-2015 | Localisation            | Entraîneur   | Salle                                                     |
| -------------------------- | --------- | -------------------- | ----------------------- | ------------ | --------------------------------------------------------- |
| HKW Waasmunster            | 357       | 7e des barrages      | Waasmunster             | ?            | Sporthal Hoogendonck                                      |
| HC DB Gand                 | 182       | 1er 8e des barrages  | Gand                    | ?            | Sporthal Hekers                                           |
| VOO RHC Grâce-Hollogne/Ans | 6         | 3e                   | Grâce-Hollogne          | Gianni Dolce | Hall omnisports de Grâce-Hollogne                         |
| HC Atomix                  | 172       | 4e                   | Haacht Keerbergen Putte | Ronald Dom   | Sporthal Den Dijk Sporthal Keerbergen Sporthal Klein Boom |
| HB Saint-Trond             | 303       | 5e                   | Saint-Trond             | ?            | Sporthal Jodenstraat                                      |
| HC Visé BM II              | 89        | 6e                   | Visé                    | ?            | Hall Omnisports de Visé                                   |
| Elita Lebbeke              | 422       | 1er de Superliga     | Lebbeke                 | ?            | Sportcomplex Lebbeke                                      |
| KTSV Eupen 1889            | 5         | 1er de D1 LFH        | Eupen                   | ?            | Sportzentrum Eupen                                        |

## Localisation
| \| Waasmunster Gand Grâce-Hollogne Atomix Saint-Trond Visé Lebbeke Eupen \| Localisation des clubs engagés dans le championnat |
| Waasmunster Gand Grâce-Hollogne Atomix Saint-Trond Visé Lebbeke Eupen                                                          |

Nombre d'équipes par Province
| # | Province                      | Nombre | Équipe(s)                                          |
| - | ----------------------------- | ------ | -------------------------------------------------- |
| 1 | Province de Flandre-Orientale | 3      | HKW Waasmunster, HC DB Gand, Elita Lebbeke         |
| 1 | Province de Liège             | 3      | RHC Grâce-Hollogne, KTSV Eupen 1889, HC Visé BM II |
| 2 | Province du Brabant flamand   | 1      | HC Atomix                                          |
| 2 | Province de Limbourg          | 1      | HB Saint-Trond                                     |

## Organisation du championnat
La saison régulière est donc disputée par 8 équipes jouant chacune l'une contre l'autre à deux reprises selon le principe des phases aller et retour. Une victoire rapporte 2 points, une égalité 1 point et une défaite 0 point.
Contrairement à la saison passée, il n'y a pas de Play-offs mais seulement des Play-downs. En effet, les deux équipes les mieux classées s'engagent dans des barrages pour la montée avec six autres équipes issues de la D1, luttant quant à elle contre la relégation. Il n'y a donc aucun montant à la suite de la saison régulière. L'équipe ayant terminée championne débute ses barrages avec 2 points tandis que son dauphin débutera avec 1 point. 
En Play-downs, là aussi, les équipes ayant mieux terminée la phase régulière débutent avec un avantage au niveau des points. Ainsi, le cinquième de la phase classique commence avec 6 points, le sixième, 5, le septième, 4, le huitième, 3, le neuvième, 2 et le dixième avec 1 point. Ces six équipes s'affrontent dans le but de ne pas terminer au deux dernières places, synonyme de relégation au troisième niveau.

## Compétition

### Saison régulière

#### Classement
|   | Équipe             | Pts | J  | G  | N | P  | Bp  | Bc  | Diff |
| - | ------------------ | --- | -- | -- | - | -- | --- | --- | ---- |
| 1 | RHC Grâce-Hollogne | 26  | 14 | 13 | 0 | 1  | 430 | 366 | 64   |
| 2 | HC Visé BM II      | 18  | 14 | 9  | 0 | 5  | 388 | 351 | 37   |
| 3 | HC Atomix          | 16  | 14 | 8  | 0 | 6  | 436 | 423 | 13   |
| 4 | HB Sint-Truiden    | 13  | 14 | 6  | 1 | 7  | 370 | 370 | 0    |
| 5 | HC DB Gand         | 13  | 14 | 6  | 1 | 7  | 391 | 405 | -14  |
| 6 | KTSV Eupen 1889    | 12  | 14 | 6  | 0 | 8  | 390 | 410 | -20  |
| 7 | Elita Lebbeke      | 10  | 14 | 5  | 0 | 9  | 381 | 388 | -7   |
| 8 | HKW Waasmunster    | 4   | 14 | 2  | 0 | 12 | 332 | 405 | -73  |

|                 | Qualifié en Barrage                      |
|                 | Play-downs                               |
| en augmentation | Promu 2015                               |
| en diminution   | relégué de Division 1 en début de saison |

#### Matchs
| Résultats (dom.\ext.)                                      | G-H   | VIS   | S-T   | ATO   | GEN   | LEB   | KTSV  | WAA   |
| RHC Grâce-Hollogne                                         |       | 27-23 | 27-25 | 29-24 | 35-28 | 31-25 | 33-32 | 31-30 |
| HC Visé BM II                                              | 26-27 |       | 24-22 | 29-28 | 29-25 | 36-26 | 28-24 | 31-21 |
| HB Sint-Truiden                                            | 27-34 | 29-28 |       | 33-34 | 33-33 | 25-19 | 22-21 | 24-20 |
| HC Atomix                                                  | 30-28 | 31-28 | 28-26 |       | 39-28 | 32-36 | 34-29 | 32-25 |
| HC DB Gent                                                 | 27-31 | 25-24 | 25-31 | 35-33 |       | 29-25 | 34-26 | 22-19 |
| Elita Lebbeke                                              | 25-26 | 23-27 | 25-24 | 32-34 | 26-28 |       | 33-24 | 32-25 |
| KTSV Eupen 1889                                            | 26-38 | 22-28 | 30-19 | 33-29 | 31-30 | 27-26 |       | 34-30 |
| HKW Waasmunster                                            | 18-33 | 21-27 | 22-30 | 32-28 | 23-22 | 20-28 | 26-31 |       |
| - Victoire à domicile - Match nul - Victoire à l'extérieur |       |       |       |       |       |       |       |       |

### Play-downs

#### Classement
|   | Équipe          | Pts | J  | G | N | P | Bp  | Bc  | Diff |
| - | --------------- | --- | -- | - | - | - | --- | --- | ---- |
| 1 | HC Atomix       | 16  | 10 | 6 | 1 | 3 | 300 | 276 | 24   |
| 2 | HB Sint-Truiden | 15  | 10 | 6 | 0 | 4 | 253 | 257 | -4   |
| 3 | HC DB Gent      | 14  | 10 | 6 | 0 | 4 | 288 | 278 | 10   |
| 4 | KTSV Eupen 1889 | 10  | 10 | 4 | 0 | 6 | 263 | 270 | -7   |
| 5 | HKW Waasmunster | 9   | 10 | 4 | 0 | 6 | 227 | 263 | -36  |
| 6 | Elita Lebbeke   | 8   | 10 | 3 | 1 | 6 | 275 | 262 | 13   |

|                 | Relégation |
| en augmentation | Promu 2015 |

#### Matchs
| Résultats (dom.\ext.)                                      | S-T   | ATO   | GEN   | LEB   | KTSV  | WAA   |
| HB Sint-Truiden                                            |       | 29-28 | 28-27 | 26-22 | 27-24 | 29-19 |
| HC Atomix                                                  | 24-33 |       | 37-28 | 32-32 | 31-25 | 39-25 |
| HC DB Gent                                                 | 30-21 | 31-37 |       | 32-28 | 26-23 | 28-22 |
| Elita Lebbeke                                              | 33-16 | 25-27 | 26-27 |       | 25-30 | 22-16 |
| KTSV Eupen 1889                                            | 27-22 | 31-25 | 26-33 | 32-30 |       | 24-26 |
| HKW Waasmunster                                            | 23-22 | 17-20 | 30-26 | 24-32 | 25-21 |       |
| - Victoire à domicile - Match nul - Victoire à l'extérieur |       |       |       |       |       |       |

#### Champion
| Champion de Belgique masculin de handball de Division 2 2015-2016 VOO Royal Handball Club Grâce-Hollogne/Ans ? titre |

## Bilan

### Classement final
| Rang | Équipe                                     |
| ---- | ------------------------------------------ |
| 1er  | VOO RHC Grâce-Hollogne/Ans 5e des barrages |
| 2e   | HC Visé BM II 3e des barrages              |
| 3e   | HC Atomix                                  |
| 4e   | HB Sint-Truiden                            |
| 5e   | HC DB Gent                                 |
| 6e   | KTSV Eupen 1889                            |
| 7e   | HKW Waasmunster                            |
| 8e   | Elita Lebbeke                              |

|                 | Qualifiés pour les Barrages et promus |
|                 | Relégués en troisième niveau          |
| en augmentation | Promu de début de saison              |
| en diminution   | Relégué de début de saison            |

### Classement des buteurs
| #  | Joueur             | Équipe             | Buts | MJ |
| -- | ------------------ | ------------------ | ---- | -- |
| 01 | Toon De Vis        | Elita Lebbeke      | 119  | 14 |
| 02 | Romain Dolce       | RHC Grâce-Hollogne | 115  | 14 |
| 03 | Erik Smeijers      | HC Atomix          | 106  | 14 |
| 04 | Gilles Samson      | HC Visé BM         | 97   | 13 |
| 05 | Stephen Martens    | HB Saint-Trond     | 96   | 12 |
| 06 | Adrian Veithen     | KTSV Eupen 1889    | 96   | 14 |
| 07 | Simeon Dzhemperiev | RHC Grâce-Hollogne | 84   | 14 |
| 08 | Ruben Callaerts    | HKW Waasmunster    | 76   | 11 |
| 09 | Yannick De Hert    | Elita Lebbeke      | 76   | 14 |
| 10 | Wouter Schroven    | HC Atomix          | 76   | 14 |

### Bilan de la saison
| Tableau d'honneur de la saison 2015-2016 |                                          |                                        |       |       |
| Compétition                              | Vainqueur                                | Commentaire                            |       |       |
| Championnat de Belgique                  | VOO RHC Grâce-Hollogne/Ans               | -                                      |       |       |
| Promu en Division 1                      | VOO RHC Grâce-Hollogne/Ans HC Visé BM II | 1er 5e des barrages 2e 3e des barrages |       |       |
| Promotions et relégations                |                                          |                                        |       |       |
| Promu de Liga.1 (Ligue flamande)         | HBC Izegem                               | 1er (Liga.1)                           |       |       |
| Promu de D1 LFH (Ligue francophone)      | HC Amay                                  | 1er (D1 LFH)                           |       |       |
| Relégation en Liga.1 (Ligue flamande)    | HKW Waasmunster Elita Lebbeke            | 7e 8e                                  |       |       |
| Relégation en D1 LFH (Ligue francophone) | Aucun                                    | Aucun                                  | Aucun | Aucun |